# Carl Sachs
Carl Sachs (Neisse, Silesia inferior, 19 de septiembre de 1853 – Monte Cevedale, Tirol, 18 de agosto de 1878) fue un médico alemán que viajó a Venezuela y se radicó en Calabozo, donde se dedicó al estudio de los peces eléctricos, primordialmente del temblador o Electrophorus electricus.

## Biografía

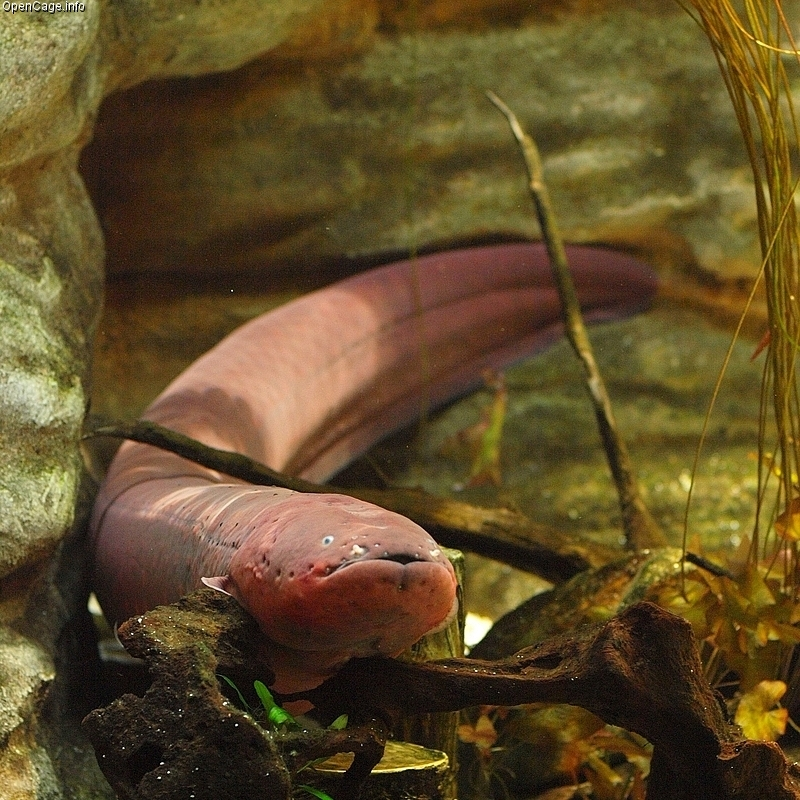
Temblador del Orinoco

Nace el 19 de septiembre de 1853 en la ciudad de Neisse en la Silesia inferior – Prusia, que hoy es la ciudad de Nysa, Polonia. En el año de 1871 viaja a Berlín para iniciar estudios de medicina, y donde será discípulo del célebre fisiólogo Emil du Bois-Reymond, quien estudiaba peces eléctricos y quien lo propone como candidato para viajar a Venezuela para observar y colectar tembladores (Electrophorus electricus), ya estudiados por Alejandro de Humboldt a comienzos del siglo XIX. Se gradúa en 1876 de Doctor en Medicina y de inmediato acepta la proposición de viajar a Venezuela. 
En septiembre de 1876 parte hacia La Guaira, donde es recibido con toda atención por un alto empleado del presidente, general Antonio Guzmán Blanco. 
A su llegada a la ciudad de Caracas establece contacto con el Dr. Adolfo Ernst. Después de una corta estadía para preparativos, inicia el viaje hacia los llanos. En noviembre de 1876 ya estaba instalado en Calabozo, con su laboratorio electro-fisiológico realizando diversos experimentos y observaciones sobre este curioso animal, la llamada también anguila eléctrica (). Desde esta ciudad realiza constantes movimientos hacia la población de El Rastro, así como hacia Guardatinajas y sus alrededores; en donde realiza estudios sobre el  «temblador» y otras especies de la fauna ictiológica de los ríos llaneros como el caribe o piraña () 
En esta región llanera del estado Guárico en Venezuela también realiza importantes observaciones sobre geografía, zoología, botánica (),  farmacología, medicina, antropología y etnografía. 
De su estadía en Caracas llama la atención de Sachs los constantes abusos de poder que observa por parte del ejecutivo nacional del momento General Guzmán Blanco también llamado el Ilustre Americano y lo superfluo de los gastos por parte del gobierno a pesar del estado de deterioro que en líneas generales se observaba. Llama su atención también lo difundido del talento musical aunque indica que el cultivo de este arte se halla en un bajo nivel, también realiza comentarios sobre el atractivo de las mujeres caraqueñas.
En abril de 1877 navegó por los ríos Portuguesa y Orinoco hasta Ciudad Bolívar; de allí pasó a la isla de Trinidad y regresó a Europa, llevando con él ejemplares vivos del Electrophorus electricus, que no resistieron el viaje y murieron antes de llegar a Berlín, en el trayecto de ferrocarril entre Bremen y Berlín. 
Inmediatamente de establecerse en Berlín publica unas breves notas en la revista "Archivos de Anatomía y Fisiología". Comienza a organizar sus notas de viaje para redactar un libro en el cual se plasman sus observaciones y vivencias en los llanos de Estado Guárico en Venezuela. Libro el cual será publicado post mortem y el cual se titula “Aus den Llanos, Schilderung Einer Naturwissenschaftlichen Reise Nach Venezuela”.
El 18 de agosto de 1878 junto a otros tres compañeros, se encontraba escalando los nevados del Monte Cevedale, en el Tirol, encuentra la muerte al caer por un precipicio. Así terminó la vida con sólo 25 años de edad. 
Su maestro du Bois-Reymond recopila todo el material de Sachs y publica el libro "Observaciones en el temblador"

## Observaciones del territorio venezolano
Comenta Sachs sobre lo hermoso y lo organizado de la actividad agrícola de los valles del estado Aragua a los cuales califica como El Jardín de América y llama su atención la variedad de producto que ellos se cultivan como son: café, cacao, añil, tabaco, maíz, caña, algodón, mango, yuca y plátano. Reseña en varias oportunidades sobre la calidad del café venezolano y lo arraigado que esta el consumo de este producto en el territorio nacional. De la región de los llanos se refiere a la importancia que los lugareños les dan a las maravillas del mundo animal e indica como toda la vida giran en torno a hazañas mitos y leyendas relacionadas con animales como caimanes, tigres, jaguares y demás criaturas de estas regiones de amplias sabanas y selvas de galería.

## Observaciones hidrológicas
La obra de Sachs ("De los Llanos...") contiene muchas observaciones sobre geografía, zoología, botánica, antropología, medicina, etc., y quizás una de las disciplinas menos tratadas son los aspectos geológicos. Sin embargo realiza algunas observaciones sobre las fuentes termales de San Juan de los Morros las cuales ya habían sido descritas por autores previos desde Humboldt, esta información fue de utilidad para saber las posibilidades de uso terapéutico de tal manantial, ya que apenas unos años después se construiría una pequeña estación termal en el lugar. 
Realiza observaciones sobre los manantiales de la zona de Calabozo, es Sachs quien presenta la mejor descripción, llegando inclusive a predecir la extracción del agua por bombeo, cosa usual en la actualidad. Hace referencia de los manantiales térmicos de La Misión Abajo y del río San Rafael en Ciudad Bolívar, fenómeno que hoy día ha desaparecido.

## Obras
- Carl Sachs. Aus den Llanos. Schilderungen einer naturwissenschaftlichen Reise nach Wenezuela. Verlag von Veit & Comp., Leipzig 1879
  - En español.  De los Llanos. Descripción de un viaje de ciencias naturales a Venezuela. Traducción del Dr. José Izquierdo. Editorial Edime, Caracas- Madrid: 1955